# Stari Grad, Krško
Stari Grad este o localitate din comuna Krško, Slovenia, cu o populație de 237 de locuitori.